# ʻAna Taufeʻulungaki
ʻAna Maui Taufeʻulungaki, née le 10 mai 1946 à Hihifo et morte le 18 novembre 2024 à Haʻateiho, est une universitaire et femme politique tongienne.

## Biographie
Après une scolarité aux Tonga, elle termine son enseignement secondaire en Nouvelle-Zélande, dans une grammar school (école sélective) pour filles à Epsom. Elle obtient une licence d'Histoire et d'anthropologie à l'université d'Auckland en Nouvelle-Zélande, puis un Master en science de l'éducation à l'université de Leeds au Royaume-Uni, et en 1988 un doctorat d'anglais à l'université de Birmingham au Royaume-Uni. 
D'abord enseignante aux Tonga, elle est employée à partir de 1983 par le ministère de l'Éducation pour contribuer à formuler la politique éducative du pays. De 2002 à 2005 elle est la directrice de l'institut de formation des enseignants à l'université du Pacifique Sud à Suva, aux Fidji. En 2005 et 2006 elle est membre de la commission chargée de conseiller le gouvernement en matière de réformes politiques institutionnelles, présidée par le prince Tuʻipelehake dans un contexte de revendications pour un régime démocratique. En 2009 elle est membre de la commission de réforme constitutionnelle et électorale chargée de recommander au gouvernement et au Parlement des mesures concrètes pour établir une démocratie parlementaire.
En janvier 2011, à la suite de l'introduction de ces réformes, le nouveau Premier ministre Lord Tuʻivakano, la nomme ministre de l'Éducation, des Femmes et de la Culture. Le gouvernement perd les élections de novembre 2014 et ʻAna Taufeʻulungaki perd donc son ministère, le nouveau Premier ministre ʻAkilisi Pohiva devenant lui-même ministre de l'Éducation.
En mai 2022, elle est nommée membre du Conseil privé du roi Tupou VI. Elle démissionne en 2024 en raison de problèmes de santé, et meurt cette même année, à l'âge de 78 ans.